# Фадеева, Мария Николаевна
Мари́я Никола́евна Фаде́ева (Фадде́ева; 1910—1982) — советская гребчиха-байдарочница, выступала на всесоюзном уровне во второй половине 1940-х — первой половине 1950-х годов. Пятикратная чемпионка СССР, победительница регат республиканского и международного значения, заслуженный мастер спорта. Также известна как тренер общества «Динамо» и старший тренер женской национальной сборной.

## Биография
Мария Фадеева родилась в 1910 году в Твери. Активно заниматься греблей начала в раннем детстве, проходила подготовку в ленинградских и московских командах добровольного спортивного общества «Динамо». Первого серьёзного успеха добилась в 1948 году, когда завоевала золотую медаль взрослого всесоюзного первенства среди двухместных байдарок на дистанции 1000 метров. В 1950 году стала чемпионкой Советского Союза в километровой гонке одиночек, затем в период 1952—1954 в течение трёх лет удерживала чемпионское звание (не смогла взять золото лишь 1951 году, проиграв ленинградке Нине Савиной). За выдающиеся спортивные достижения удостоена почётного звания «Заслуженный мастер спорта СССР».
После завершения спортивной карьеры Фадеева окончила высшие тренерские курсы при Государственном институте физической культуры имени П. Ф. Лесгафта и перешла на тренерскую работу. Много лет проработала тренером по гребле на байдарках и каноэ в обществе «Динамо», была наставницей двукратной олимпийской чемпионки Антонины Серединой, олимпийского чемпиона Вячеслава Ионова, в общей сложности подготовила более 20 мастеров спорта. В 1960-е годы занимала пост старшего тренера женской советской сборной по гребле, в том числе побывала с национальной командой на двух летних Олимпийских играх, в Риме и Токио. Впоследствии получила звание «Заслуженного тренера СССР».
Умерла в 1982 году, похоронена на 10-м участке Кунцевского кладбища в Москве.

## Награды
- Орден Трудового Красного Знамени (16.09.1960) — за успешные выступления в XVII летних и VIII зимних Олимпийских играх 1960 года, а также за выдающиеся спортивные достижения[4]